# 永安路街道 (巩义市)
永安路街道，是中华人民共和国河南省郑州市巩义市下辖的一个乡镇级行政单位。

## 行政区划
永安路街道下辖以下地区：
后泉沟村、高山村和市工业示范区拟社区。